# 贝尔洛
贝尔洛（法語：Berloz，法語發音：[bɛʁlo]）是比利时瓦隆大区列日省瓦雷姆區的一个市镇，北部和西部与弗拉芒大區林堡省接壤，通行法语，是比利时法语社群的一部分，面积14.49平方千米，人口3,080人（2018年1月1日）。